# Cladonia pertricosa
Cladonia pertricosa Kremp. (1881), è una specie di lichene appartenente al genere Cladonia,  dell'ordine Lecanorales.
Il nome proprio deriva dall'aggettivo latino pertricosus, -a, -um, che significa intricatissimo, molto imbrogliato, ad indicare le fitte e intricate ramificazioni dei podezi.

## Caratteristiche fisiche
Le squamule basali sono poco cospicue, lunghe 2-3 millimetri, e di 0,5-1 millimetro di diametro, con piccoli margini crenati e irregolarmente lobate, sprovviste di soredio.
I podezi crescono dalla superficie o dai margini delle squamule e si ergono da 1 a 3 centimetri, con steli da 0,2 a 0,5 millimetri di diametro se sterili e da 0,5 a 1 millimetro di diametro quando sono fertili. I podezi sono anche abbondantemente ramificati, di prevalenza bicotomici, policotomici verso gli apici, in modo intricatissimo. La parte apicale è bruno scura e subulata.
Gli apoteci nella parte terminale sono discoidali, chiusi, di diametro da 0,2 a 0,4 millimetri, di forma leggermente concava e di colore da bruno a bruno scuro. I picnidi sono di forma cilindrica, colore bruno scuro e dimensioni 0,2 x 0,1 millimetri.
Il fotobionte è principalmente un'alga verde delle Trentepohlia.
All'esame cromatografico sono state rilevate quantità di acido thamnolico con acido barbatico negli apoteci e in alcuni esemplari acido squamatico e acido consquamatico.

## Habitat
Cresce su suoli con abbondante muschio o su rocce esposte.

## Località di ritrovamento
La specie è stata rinvenuta nelle seguenti località:
- Australia (Nuovo Galles del Sud)
- Panama

## Tassonomia
Questa specie viene attribuita alla sezione Perviae; a tutto il 2008 non sono state identificate forme, sottospecie e varietà